# Imigração alemã na Venezuela
A imigração de alemães na Venezuela foi o movimento migratório ocorrido a longo da historia para várias regiões do. A primeira tentativa e conquista da colonização às custas dos germânicos ocorreu sendo o novo continente mal descoberto. Hoje, são descendentes de várias gerações de alemães, suíços, austríacos; além de tchecos, poloneses, italianos tiroleses, franceses alsacianos, dinamarqueses que falam alemão como língua materna e que possuem a nacionalidade venezuelana, que vivem em várias regiões da Venezuela.

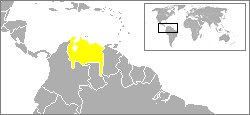
Territorio do Welserland/Klein Venedig.

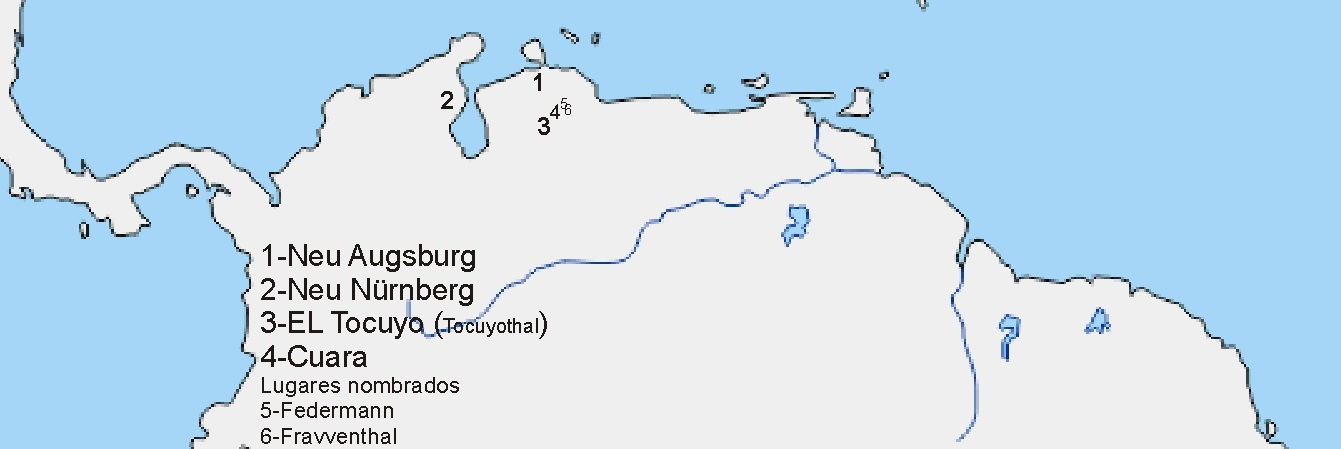
Antigas ciudades e asentamento no Welserland/Klein Venedig

## 1528 - 1556: Primeira conquista e colonização

### Os Welsares
Os Welser, uma importante família de mercadores sediada em Augsburg, fundaram companhias comerciais e mineiras durante o século XIV. Os impulsionadores dos negócios familiares foram os quatro irmãos - Bartholomäus, Lucas, Ulrich e Jakob - que em 1490 se aliam a Hans Vöhlin de Memmlingen com o objetivo de comerciar o minério extraído da região do Tirol. É com Anton, filho de Lucas Welser, que a firma familiar atingirá um grande sucesso através da multiplicação dos negócios em várias áreas.
A familia Welser teriam um papel relevante no panorama político europeu aquando da eleição de Carlos V ao trono do império dos Habsburgos em 1519 daí tirando contrapartidas financeiras e sociais. Eles obtêm do imperador Carlos V por sua vez rei espanhol Carlos I, a autorização o direito de colonizar a Venezuela.
Ja na Venezuela, os fatores dos Welsers estavam ocupados em questões relacionadas à economia provincial, que influenciavam a vida civil da província nascente e durante o período em que o contrato durou de 1528 a 1556.

### Klein Venedig ou Welserland
Em 1528, o rei espanhol Carlos I, por sua vez, Carlos V do Sacro Império Romano-Germânico, concedeu os direitos à família Welser de Augsburgo, de colonizar a Província da Venezuela. Nas capitulações prometeram-se fundar duas cidades, construir três fortalezas, introduzir mineiros e dar ajuda militar ao governador de Santa Marta. 
Assim, os Welsares que controlavam esse privilégio estabeleceram um plano de colonização e enviaram Ambrosius Ehinger (castilianizado como Ambrose Alfinger) como governador para a capital da província da Venezuela. Em 24 de fevereiro de 1529, Ehinger e Sayler chegaram a primeira oleada de imigrantes, com 281 pessőas, entre colonos, mineiros e soldados da Suábia, Saxônia Baviera, Suíça, Flandres, Antuérpia e Espanha à costa venezuelana: Coro; renomeando a cidade como Neu Augsburg (Nova Augsburgo), um título que mantiveram até 1573, quando é mudado novamente ao Coro. Em 8 de setembro de 1529, Ehinger fundou a colônia de Neu Nürnberg (Nova Nürenberg), Hoje Maracaibo; e Neu Ulm (Nova Ulma), hoja Costa Oriental del Lago.

A nova provincia, ao longo do territorio do Sacro Império Romano-Germânico, foi conhecida como Welserland, possivel pronuncia  /vɛl·zɛə·læn/ (e outro possivel origem do atual nome do país) mais tambén Klein venedig.

Muitos tudescos solteiros chegaram durante esses 28 anos de administração privada germânica (suábia), casando-se com damas espanholas e indígenas, mas descartando o sobrenome teutônico para preservar, de preferência, o sobrenome ibérico. como aconteceu na cidade de EL Tocuyo e Cuara no sul de Quibor. Durante quase duas décadas, se sucederam infrutíferas expedições alemãs pelo interior em busca de pedras preciosas, até o território ser devolvido à coroa espanhola em 1556.
Em 1546, o governador espanhol Juan de Carvajal, facilmente tive capturado  Philipp von Hutten e Bartholomeus VI. Welser, e depois de manter-lhes em cadeias por um tempo teve-lhes executado, decapitando-lhes. Alguns anos mais tarde, a abdicação de Carlos I de Espanha em 1556 significou o fim definitivo da tentativa do Welser de reafirmar a sua concessão por meios legais.  

Governadores e Tenentes Governadores Teutões entre 1528 e 1556
| 1529 - 1530 | Ambrosious Thalfingern/von Ehinger castilianizado como Ambrosio Alfinger. Governador. ✯Thalfingen de Ulm, Suábia ca 1500, ✟Chinácota, Norte de Santander em 1533 |
| 1530        | Georg von Ehinger castilinizado como Jorge Ehinger. Possivel irmao de Ambrosious. Tentou ter o poder, mais foi deposto. ✯Constança, Suábia ca 1503, ✟Constança, Suábia em 1537 |
| 1530        | Johann ou Hans Seissenhofer von Key devido à dificuldade do nome, foi apelidado como Juan Alemán o Juan 'EL Bueno'. Foi Capitão e Tenente-Governador interino. ✯Ulm, Suábia ca 1500, ✟Neu-Augsburg ou Coro, Klein-Venedig ou Welserland em 1530                                           |
| 1531 - 1533 | Bartholomeus ou Hieronymus Sayler castilianizado como Bartolomé de Santillana Governador interino. ✯Sankt Gallen em 1495, Suíça, ✟Augsburgo, Suábia em 1559 |
| 1533        | Ambrosious von Ehinger castilianizado como Ambrosio Alfinger. Governador. ✯Thalfingen de Ulm, Suábia ca 1500, ✟Chinácota, Norte de Santander em 1533]] |
| 1533 - 1535 | Nicolas Federmann. Foi Tenente-Governador de Coro depois da morte de A. Ehinger. ✯Ulm, Suábia ca 1505, ✟Valladolid, Espanha em 1542]] |
| 1535 - 1540 | Georg Hohermut von Speyer castilianizado como Jorge de Espira. Governandor. ✯Speyer, Palatinádo Renano ca 1500, ✟Neu Augsburg ou Coro, Klein-Venedig ou Welserland em 1540]] |
| 1540 - 1543 | Heinrich Remboldt Foi prefeito de Coro ou Neu Augsburg e Governador interino ele ordenou "Juan de Villegas" fundar Barquisimeto, mais Villega fundo a cidade en 1552, 8 anos apos a morte de Remboldt. ✯Ulm, Suábia ca 1505, ✟Neu Augsburg ou Coro, Klein-Venedig ou Welserland em 1544]] |
| 1543 - 1544 | Philipp von Hutten castilianizado como Felipe de Utre ou Felipe de Hutten. Foi Tenente-Governador. ✯ Birkenfeld de Haßberge, Baviera em 1505, ✟ perto de Quíbor e Cuara, Klein-Venedig ou Welserland em 1546.                                                                             |
| 1557 - ?    | Melchior Grübel Foi Prefeito interino de EL Tocuyo, e Coro. ✯Sankt Gallen, Suíça em 1490, ✟El Tocuyo entre 1561 e 1571. |

Remembrança alemã na geografia regional hoje
- Federmann[26] ao norte de Barquisimeto.
- de Hutten[27] perto de Coro.
- Alemán[28][29] 94 Kms ao oeste de Barquisimeto.
- Welsares um barrio na cidade Cuara ao sul de Quibor e suloeste de Barquisimeto.
- Praça Wohnsiedler no centro da cidade Barquisimeto

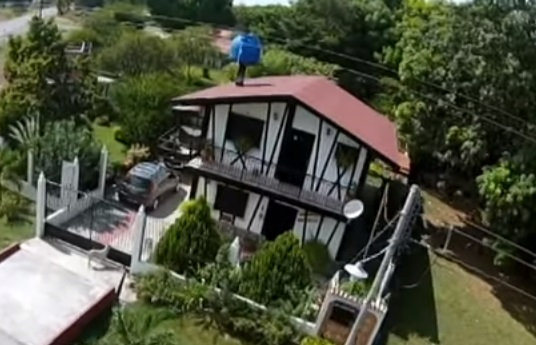
Turén, Venezuela

## Colônia Tovar y EL Jarillo
Considerada a segunda oleada migratória de alemães para Venezuela de imigrantes vindos de Endingen, Baden-Württemberg, ao territorio venezuelano.

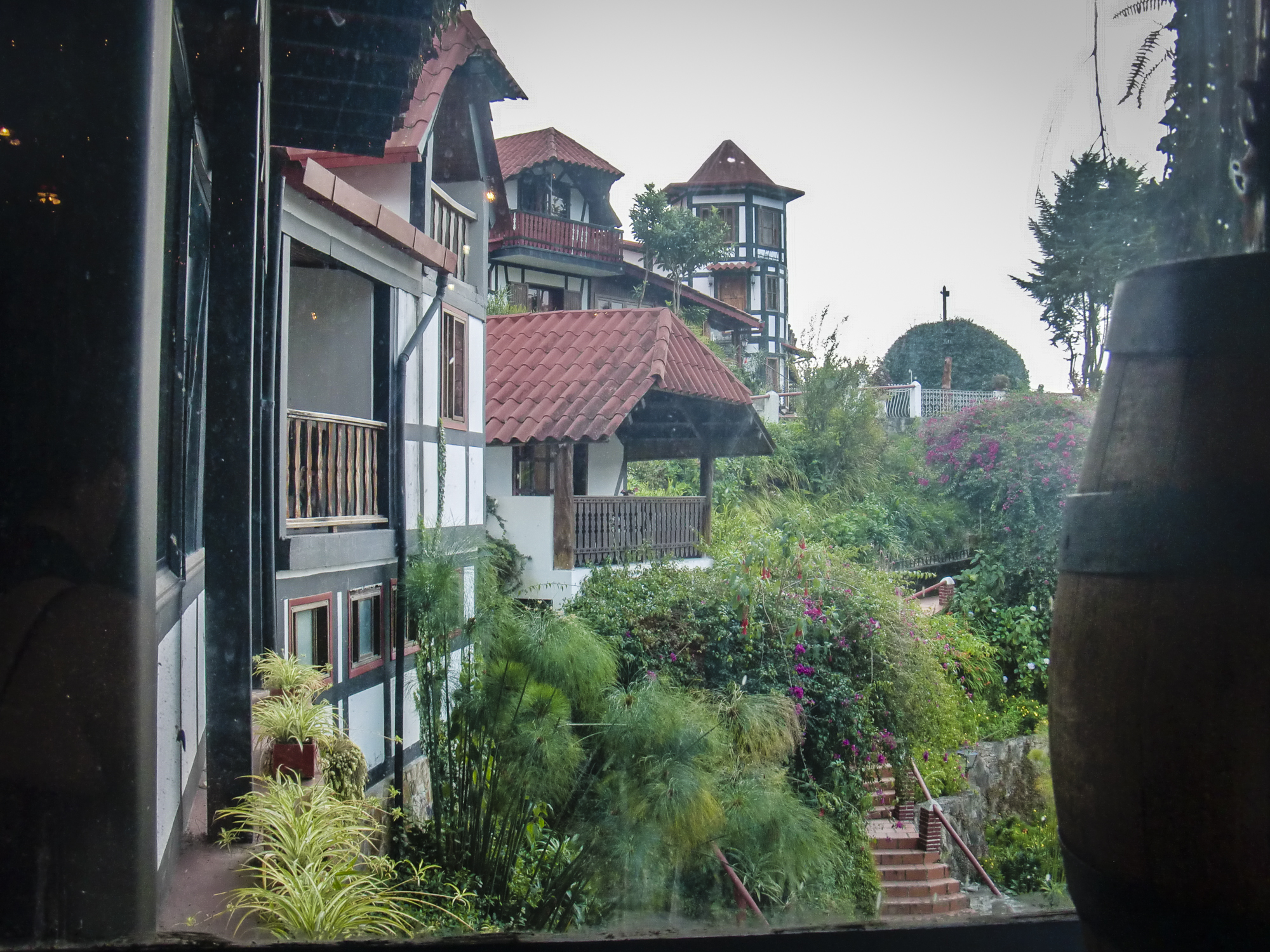
Colônia Tovar.

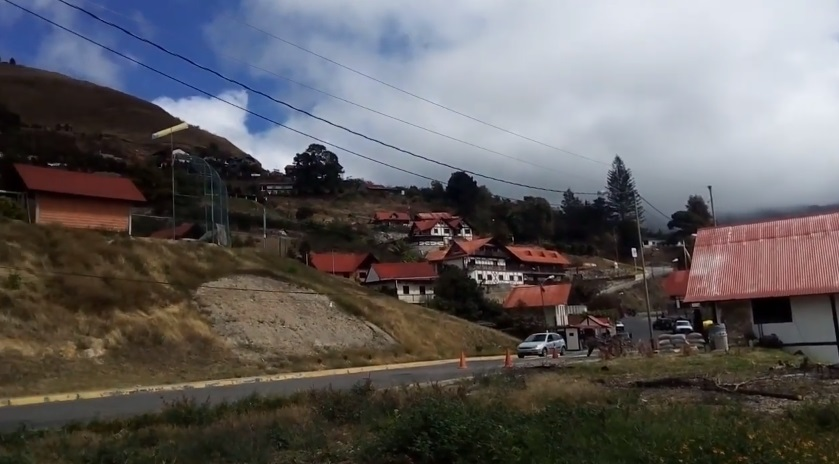
El Jarillo

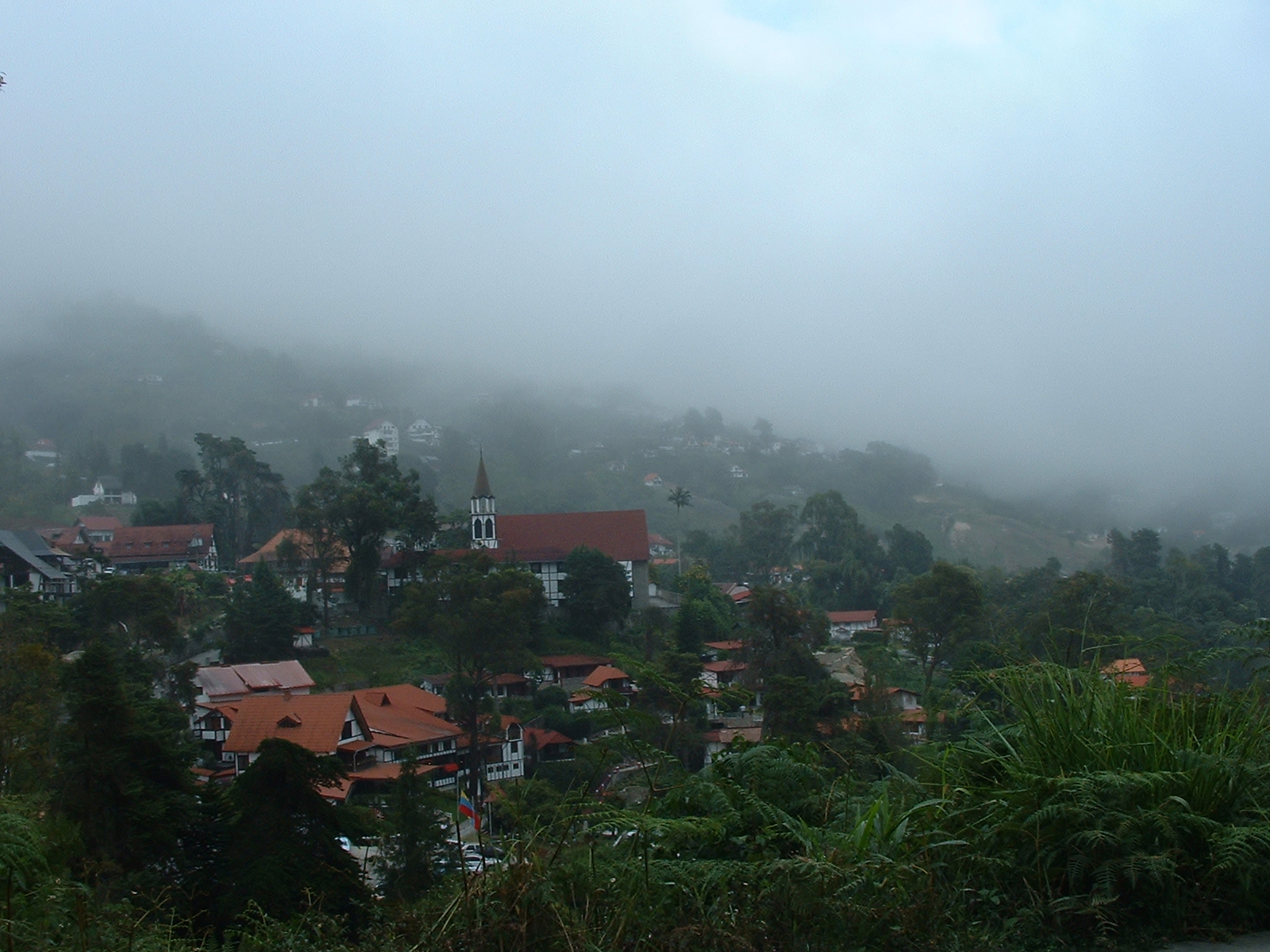
Colônia Tovar.

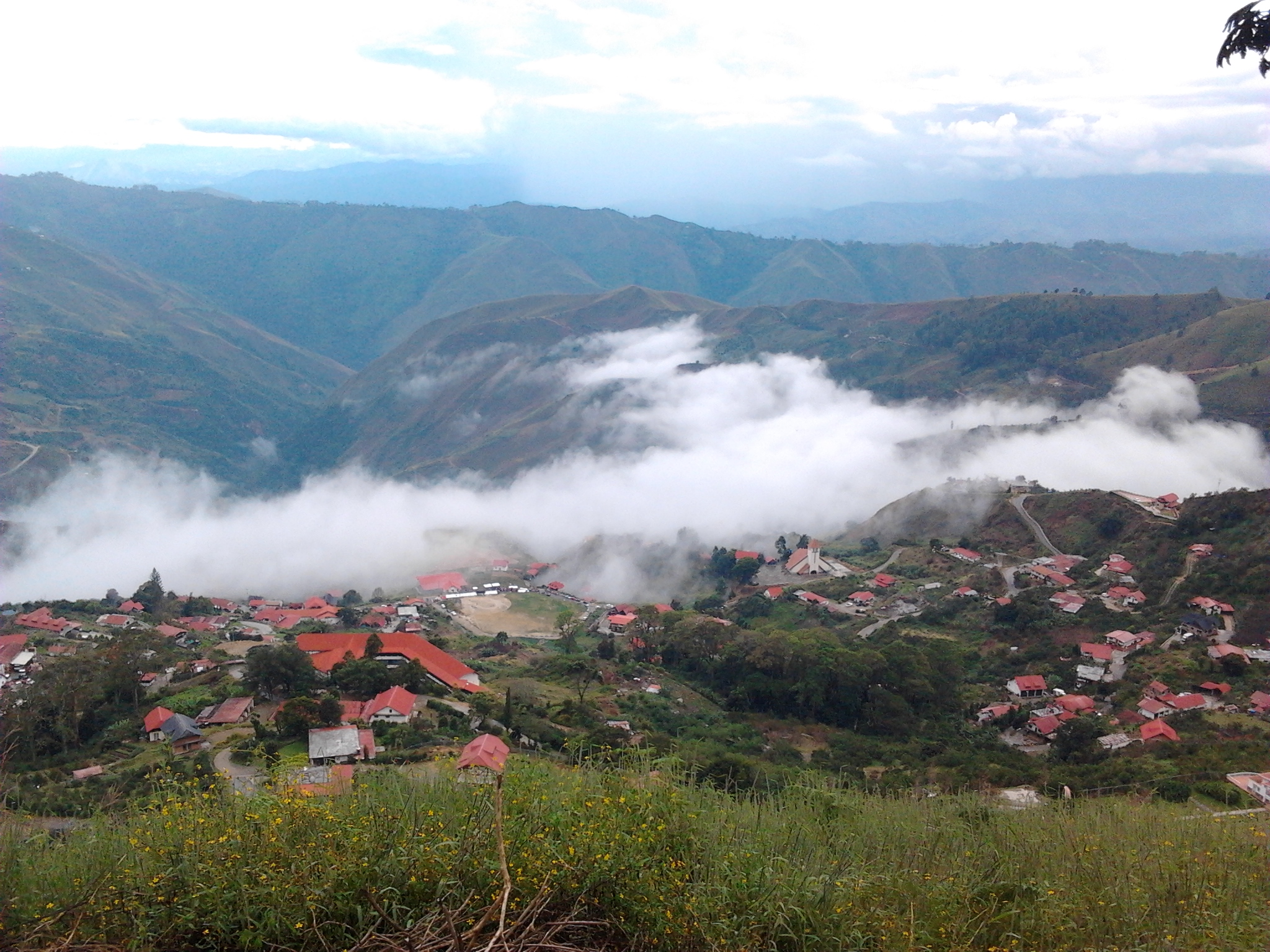
El Jarillo.

Colônia Tovar é uma cidade localizada no Aragua, Venezuela, a 60 km de Caracas, com 6.000 habitantes. Foi fundada em 1843 por imigrantes alemães, no noreste do estado de Aragua na Venezuela, vindos da região da Schwarzwald do Baden Wütemberg. Os moradores da cidade conservam suas tradições, comida, vestimenta, etc pois seus habitantes originais permaneceram isolados do resto do país. A língua desenvolvida localmente (alemão colôniero) desde o momento que eles chegaram até 1960 está em declíno vertiginóso.

El Jarillo é uma comunidade de origem alemã fundada en 1890, localizada em Los Altos Mirandinos, aproximadamente 30 km. da cidade Los Teques, no estado Miranda; perto de Caracas, Colônia Tovar e San Antonio de los Altos. O povadores são maiormente descendentes dos alemães vindos para Colônia Tovar  que sairam na busqueda de novos horizontes.

## Colônia Agrícola Turén
Foi a terceira oleada migratória de 51 alemães étnicos vindos da região Bukovina, hoje Moldavia.

## Tentativa de imigração dos gaúchos
"Los Gaúchos na Venezuela" não foi um processo de colonização, mas uma tentativa de imigração no estado do sul de Anzoátegui e no estado de Monagas em 2000. Não mais de 10 imigrantes gaúchos ou descendentes de alemães do sul do Brasil. Muitos deles mais tarde retornaram à terra natal de Ijuí, Jóia e Augusto Pestana; no estado do Rio Grande do Sul.